# Qianjiaping (sockenhuvudort i Kina, Hunan Sheng, lat 28,66, long 111,70)
Qianjiaping (kinesiska: 钱家坪, 钱家坪乡) är en sockenhuvudort i Kina. Den ligger i provinsen Hunan, i den södra delen av landet, omkring 130 kilometer nordväst om provinshuvudstaden Changsha. Antalet invånare är 11 858. Befolkningen består av 5 813 kvinnor och 6 045 män. Barn under 15 år utgör 12,0 %, vuxna 15-64 år 71 %, och äldre över 65 år 15,0 %.
Runt Qianjiaping är det tätbefolkat, med 383 invånare per kvadratkilometer. Närmaste större samhälle är Wutan, 16,6 km söder om Qianjiaping. I omgivningarna runt Qianjiaping växer i huvudsak blandskog.
Genomsnittlig årsnederbörd är 1 808 millimeter. Den regnigaste månaden är maj, med i genomsnitt 302 mm nederbörd, och den torraste är december, med 45 mm nederbörd.